# Evert Horn

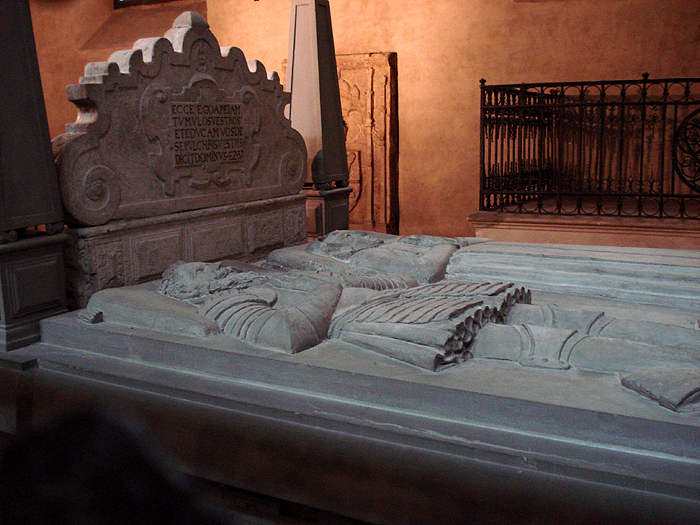
Sarcofaag van Evert Horn in de kathedraal van Turku.

Evert Karlsson Horn af Kanckas (Haapsalu, 11 juni 1585 - Pskov, 30 juli 1615) was een Zweedse veldmaarschalk.

## Biografie
Evert Horn was een zoon van Karl Henriksson Horn af Kanckas, een lid van de Zweedse Rijksraad, en Agneta von Dellwig. Samen met zijn broers Gustaf, Henrik en Klas kreeg hij een gedegen aristocratische opvoeding.
Evert Horn begon zijn militaire carrière in Lijfland, waar Zweden sinds 1600 in oorlog was met Polen. Tijdens de Tijd der Troebelen intervenieerde Zweden in de Pools-Russische Oorlog, waarbij het land aanvankelijk de Russen tegen Polen ondersteunde, maar later zelf een oorlog tegen Rusland begon. Onder leiding van Evert Horn namen de Zweden een aantal Russische steden in, waaronder Staraja Roessa, Koporje, Jama, Ivangorod en Gdov. Horn klom in korte tijd op van luitenant-kolonel tot luitenant-generaal. In 1613 werd hij benoemd tot stadhouder van Narva, Ivangorod, Jama en Koporje. Ten slotte werd hij in 1614 bevorderd tot veldmaarschalk.
Bij een Russische uitval tijdens het Beleg van Pskov werd Horn getroffen door een kogel, waarna hij overleed. Op 26 februari 1616 werd zijn lichaam bijgezet in de kathedraal van Turku. Koning Gustaaf II Adolf was bij de ceremonie aanwezig.
In 1613 trouwde Evert Horn met Margareta Fincke. Hun enig kind was Gustaf Evertsson Horn, die opklom tot veldmaarschalk en lid van de Rijksraad.